# Shika
Shika (jap. 志賀町 Shika-machi) – miasto w Japonii, na wyspie Honsiu, w prefekturze Ishikawa. Według danych na rok 2020 miejscowość zamieszkiwało 18 630 mieszkańców , a gęstość zaludnienia wyniosła 75,5 os./km².